# Groupe Wanty
Le Groupe Wanty (ou SA Établissements Maurice Wanty) est une société belge spécialisée dans les travaux d'infrastructure (voirie, déconstruction, génie civil, terrassement, promotion immobilière, ouvrages d'art, etc.) à destination des pouvoirs publics et du secteur privé. Le groupe Wanty est composé de 20 sociétés liées et de cinq sociétés affiliées établies principalement en Belgique. Le siège social du Groupe Wanty se situe dans la commune de Binche dans la province de Hainaut en Belgique. L'actionnariat est resté familial.

## Historique
En 1946, Maurice Wanty, architecte de formation, fonde une entreprise spécialisée dans les travaux de maçonnerie et le petit génie civil. L'entreprise construit des maisons individuelles et exécute des ouvrages en béton armé dans les différents sièges des charbonnages de la région du Centre. En 1954, elle s’installe à Épinois, à proximité de Binche. Elle se lance dans la fabrication de blocs et de hourdis en béton. À la suite de la fermeture des premiers charbonnages et sous l’impulsion de son fils aîné André, Maurice Wanty investit dans l’achat d’une première pelle hydraulique et réalise des travaux de terrassement de maisons individuelles. Cette section de l’entreprise s’étend rapidement vers la réalisation de travaux routiers.

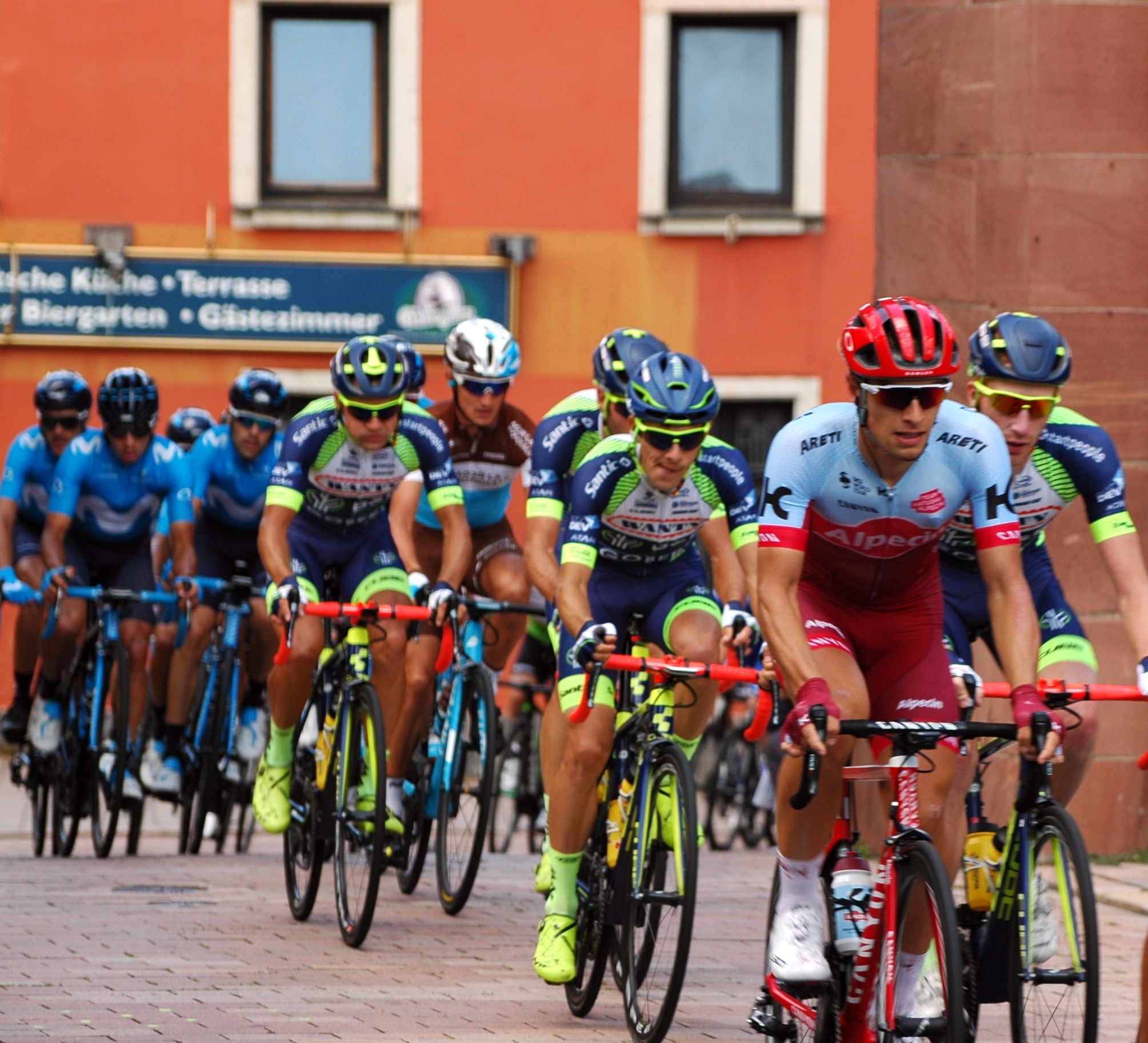
L'équipe cycliste professionnelle sponsorisée par le Groupe Wanty.

À partir de 1971, Michel Wanty, second fils de Maurice prend les rênes de la société qui connaît un véritable essor. Celle-ci se développe dans les travaux publics et privés et se diversifie dans les travaux d’assainissement, d’asphaltage, de démolition, de réhabilitation de friches industrielles ou encore dans la pose de conduites d’eau. En 1980, Wanty construit sa première centrale d’enrobage et crée la SA Tarmacs et Agrégats pour les activités de production d’asphalte, de béton, ainsi que pour le recyclage de matériaux inertes. En 1990, elle reprend la société Debliquit, un sous-traitant actif dans le transport par bennes.
En 1998, la troisième génération de Wanty prend la relève avec Christophe Wanty qui rejoint son père Michel, en même temps que Benoît Soenen, ingénieur agronome spécialisé dans l’environnement. Dans les années années 2000, l'entreprise connaît une politique accrue de diversification dans la maintenance d’engins de génie civil, dans la prestation de services en sidérurgie, dans le marquage routier, dans l’exploitation de carrières, le recyclage de déchets ou la pose de collecteurs. Elle en vient à exporter son savoir-faire à l'étranger, avec la création d’une filiale française active dans la déconstruction et le rachat d’activités de démolition et d’assainissement dans le port de Gand. En 2019, Wanty ouvre de son premier siège à l'étranger à Villepinte, à quelques kilomètres de Paris destiné à œuvrer sur les marchés de la déconstruction, de la démolition, du curage et de la dépollution. En 2024, Wanty achète la société Balteau basée à Sprimont, spécialisée dans solutions de captage, pompage, traitement et épuration des eaux municipales. Grâce à cette acquisition, Wanty poursuit sa stratégie de diversification. 
Depuis 2013, le Groupe Wanty s'est fait connaître du grand public au niveau national et international en sponsorisant une équipe professionnelle de cyclisme sur route qui fait partie de l'UCI WorldTeam depuis 2021.
En 2024, le club de football de la RAA La Louvière choisit le Groupe Wanty pour la construction de son nouveau stade de 8.050 places (bâtiment VIP et tribunes, en gros œuvre étanche). Sa construction a débuté en mars 2024 et le stade sera opérationnel pour le championnat de Belgique de football 2025-2026.
Par ailleurs, le groupe Wanty apporte son aide aux réserves naturelles Natagora de la Haute-Sambre. Elle propose ainsi son savoir-faire et ses engins techniques motorisés permettant à Natagora de réaliser de lourds travaux de gestion. 